# Nürnberger Versicherungscup 2017
Nuremberg Cup 2017 — професійний тенісний турнір, що проходив на кортах з ґрунтовим покриттям. Це був 5-й за ліком турнір. Належав до Туру WTA 2017. Відбувся в Нюрнбергу (Німеччина). Тривав з 22 до 28 травня 2017 року.

## Очки і призові

### Розподіл очок
| Дисципліна       | П   | Ф   | ПФ  | ЧФ | 1/8 | 1/16 | Q   | Q2  | Q1  |
| Одиночний розряд | 280 | 180 | 110 | 60 | 30  | 1    | 18  | 12  | 1   |
| Парний розряд    | 280 | 180 | 110 | 60 | 1   | Н/Д  | Н/Д | Н/Д | Н/Д |

### Розподіл призових грошей
| Дисципліна       | П       | F       | ПФ     | ЧФ     | 1/8    | 1/16   | Q2   | Q1   |
| Одиночний розряд | €34,677 | €17,258 | €9,274 | €4,980 | €2,742 | €1,694 | €823 | €484 |
| Парний розряд    | €9,919  | €5,161  | €2,770 | €1,468 | €774   | Н/Д    | Н/Д  | Н/Д  |

## Учасниці основної сітки в одиночному розряді

### Сіяні
| Країна     | Гравчиня         | Рейтинг1 | Сіяна |
| ---------- | ---------------- | -------- | ----- |
| Нідерланди | Кікі Бертенс     | 20       | 1     |
| Казахстан  | Юлія Путінцева   | 29       | 2     |
| КНР        | Ч Шуай           | 31       | 3     |
| Німеччина  | Лаура Зігемунд   | 32       | 4     |
| США        | Алісон Ріск      | 36       | 5     |
| Німеччина  | Юлія Гергес      | 45       | 6     |
| Казахстан  | Ярослава Шведова | 47       | 7     |
| Румунія    | Моніка Нікулеску | 48       | 8     |

- 1 Рейтинг подано станом на 15 травня 2017.

### Інші учасниці
Нижче наведено учасниць, які отримали вайлдкард на участь в основній сітці:
- Катаріна Герлах
- Катаріна Гобгарскі
- Татьяна Марія

Такі учасниці отримали право на участь завдяки захищеному рейтингові:
- Айла Томлянович

Нижче наведено гравчинь, які пробились в основну сітку через стадію кваліфікації:
- Марія Бузкова
- Александра Каданцу
- Барбора Крейчикова
- Лена Рюффер
- Амра Садікович
- Анна Цая

Як щасливий лузер в основну сітку потрапили такі гравчині:
- Юлія Глушко

### Знялись з турніру
До початку турніру
- Мона Бартель -її замінила  Марія Саккарі
- Ежені Бушар -її замінила  Юлія Глушко
- Анастасія Севастова -її замінила  Євгенія Родіна
- Леся Цуренко -її замінила  Нао Хібіно

### Завершили кар'єру
- Александра Каданцу
- Місакі Дой
- Моніка Нікулеску
- Марія Саккарі
- Ярослава Шведова
- Лаура Зігемунд

## Учасниці основної сітки в парному розряді

### Сіяні
| Країна   | Гравчиня           | Країна    | Гравчиня                   | Рейтинг1 | Сіяна |
| -------- | ------------------ | --------- | -------------------------- | -------- | ----- |
| Індія    | Саня Мірза         | Казахстан | Ярослава Шведова           | 21       | 1     |
| Словенія | Андрея Клепач      | Іспанія   | Марія Хосе Мартінес Санчес | 65       | 2     |
| Чехія    | Барбора Крейчикова | Румунія   | Моніка Нікулеску           | 66       | 3     |
| США      | Ракель Атаво       | Україна   | Катерина Бондаренко        | 91       | 4     |

- 1 Рейтинг подано станом на 15 травня 2017.

### Інші учасниці
Нижче наведено пари, які отримали вайлдкард на участь в основній сітці:
- Анніка Бек /  Анна Цая
- Катаріна Герлах /  Катаріна Гобгарскі

Наведені нижче пари отримали місце як заміна:
- Варвара Лепченко /  Євгенія Родіна

### Знялись з турніру
До початку турніру
- Моніка Нікулеску

Під час турніру
- Місакі Дой

## Переможниці

### Одиночний розряд
- Кікі Бертенс —  Барбора Крейчикова, 6–2, 6–1

### Парний розряд
- Ніколь Мелічар /  Анна Сміт —  Кірстен Фліпкенс /  Юганна Ларссон, 3–6, 6–3, [11–9]